# Platja de Tavellera
La platja de Tavellera, o platja de Taballera, és una platja natural del municipi del Port de la Selva (Alt Empordà), situada a la badia del Golfet, entre el cap de la Cabassa a ponent i el cap Ravener a llevant, a uns sis quilòmetres de la població, dins del Parc Natural del Cap de Creus. Té una longitud de 135 metres i una amplada mitjana d'uns quinze. Està composta de sorra gruixuda i petites pedres planes. El pendent d’entrada al mar no és gaire pronunciat els primers metres però de seguida augmenta el desnivell. S'hi practica el nudisme.
Al costat de ponent de la platja hi ha dues petites construccions: la barraca d'en Piella i un refugi.

## Galeria

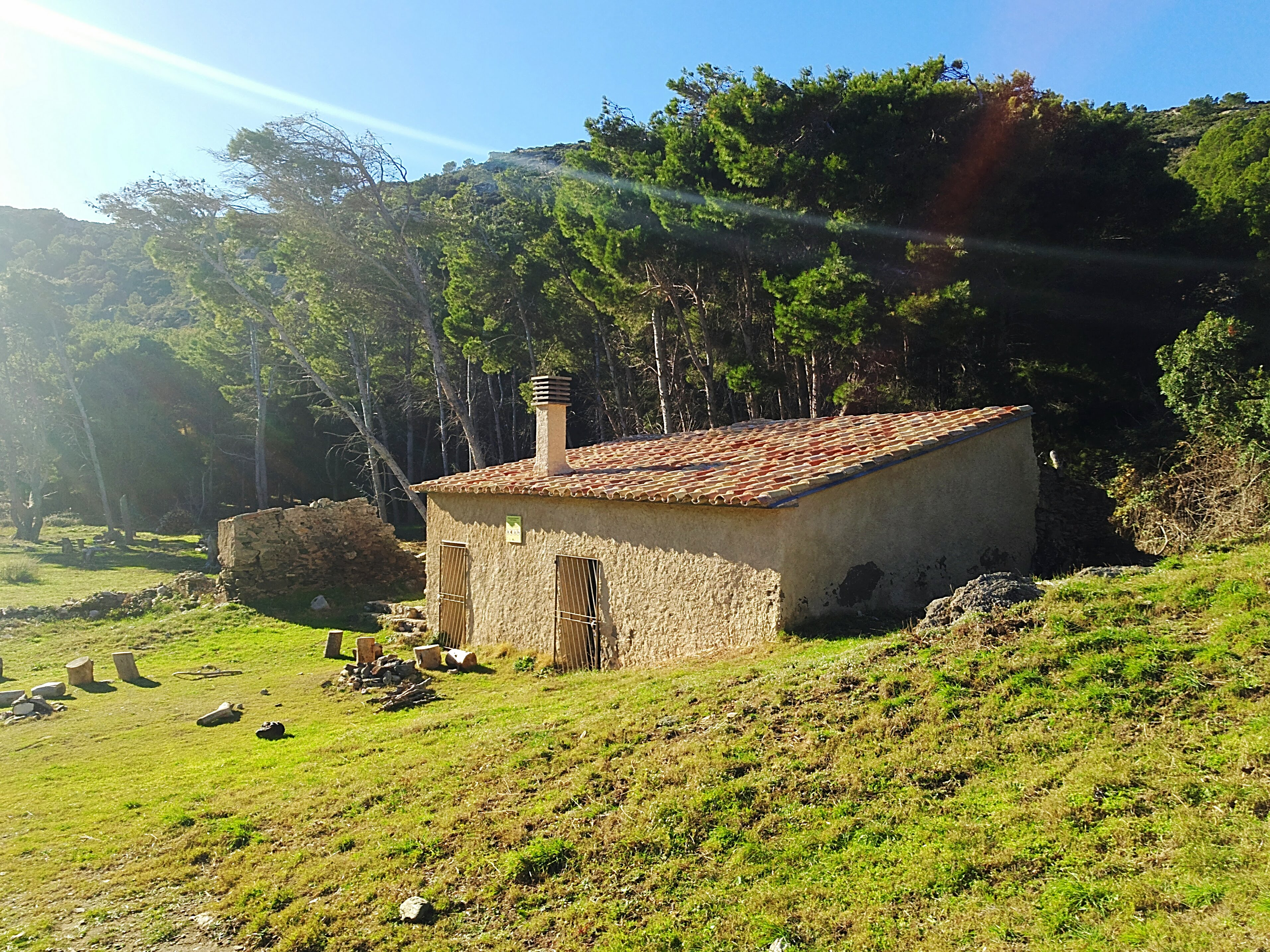
Barraca d'en Piella
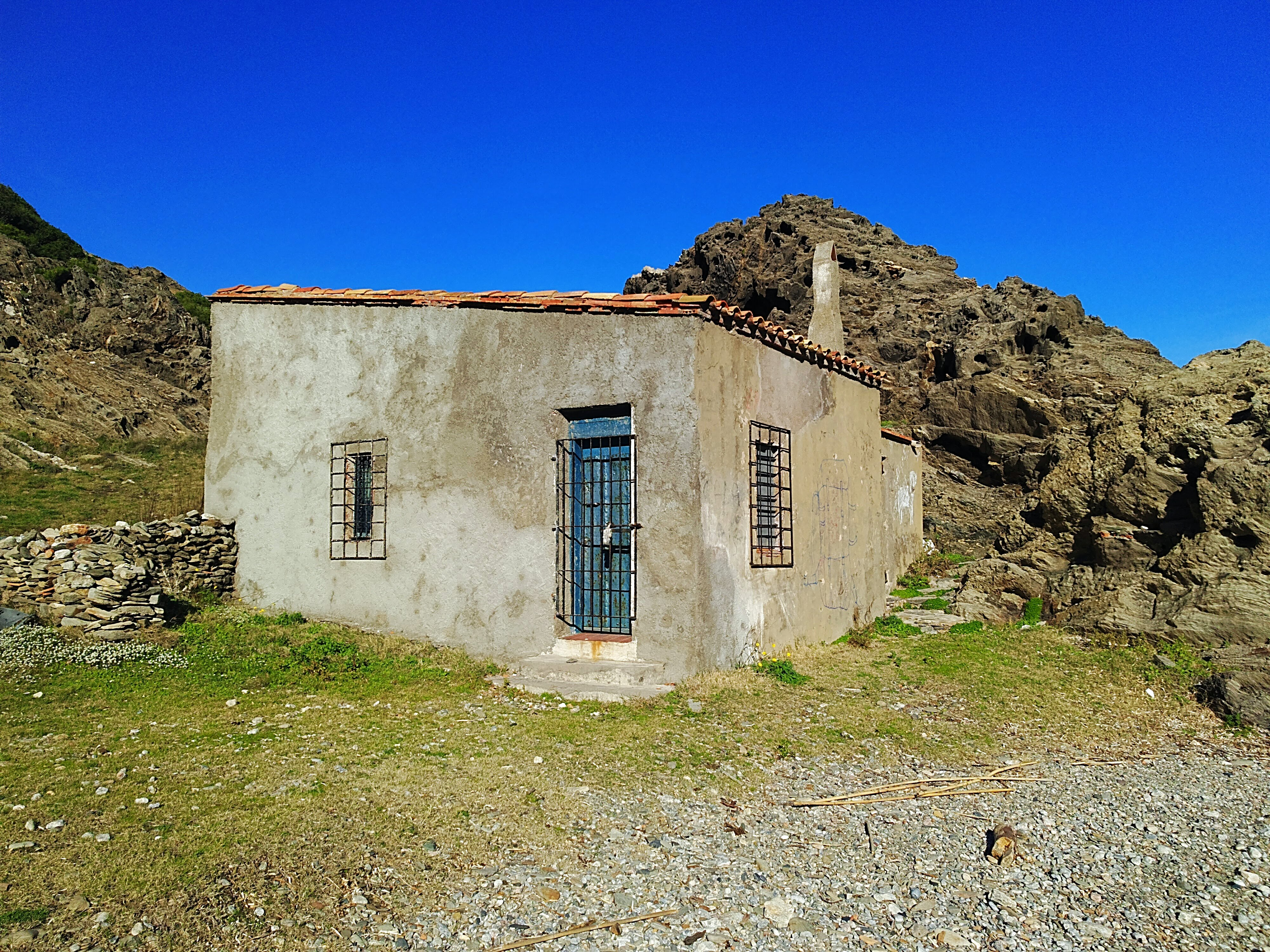
Refugi